# Álvaro Noboa

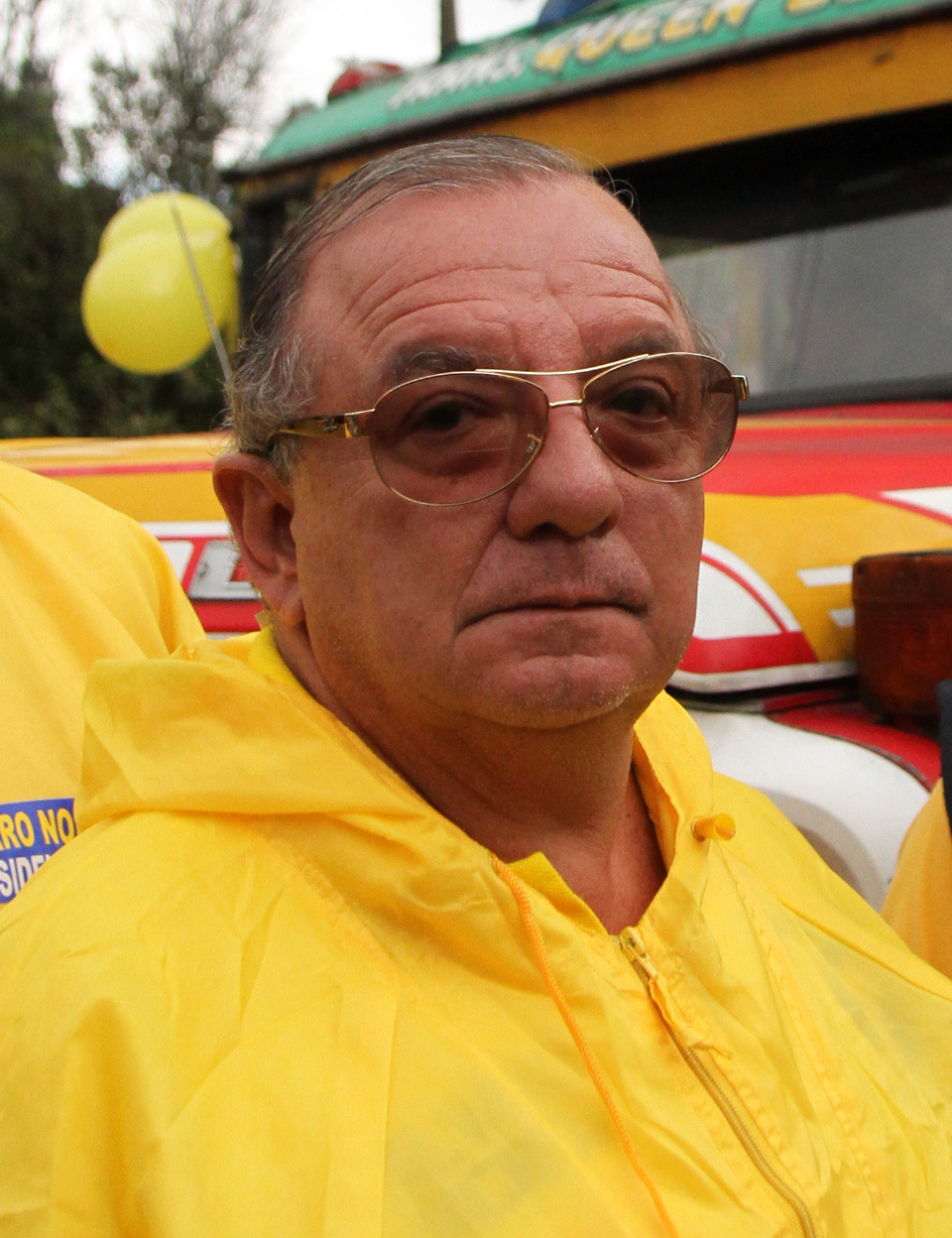
Álvaro Noboa (2013)

Álvaro Noboa Pontón (* 1. November 1950 in Guayaquil) ist ein ecuadorianischer Politiker und Unternehmer. Er kandidierte 1998, 2002, 2006, 2009 und 2013 erfolglos um das Präsidentenamt seines Landes. 2023 wurde sein Sohn Daniel Noboa zum Präsidenten gewählt.

## Leben

### Herkunft und Ausbildung
Noboa ist der jüngste Sohn des Bananenmagnaten Luis Noboa Naranjo und seiner Frau Isabel Pontón, er hatte einen Bruder und vier Schwestern. Seine jüngste Schwester verstarb 1999. 
Er besuchte in Guayaquil die Salesianer-Schule Colegio La Salle sowie das Eliteinternat Le Rosey in der Schweiz. Anschließend studierte er Rechtswissenschaft an der Universität Guayaquil und nahm an einer Managementweiterbildung der American Management Association in New York teil.

### Unternehmer
Noboa gilt als der reichste Mann Ecuadors, der es mit Immobilien, Industrie- und Handelsunternehmen sowie als Erbe von Bananenplantagen und -handelsunternehmen (die Marke Bonita Banana gehört der Exportadora Noboa, S.A.) zu einem Milliardenvermögen gebracht hat. Die von Álvaro Noboa kontrollierte Unternehmensgruppe Grupo Noboa ist ein Familienunternehmen, das von Álvaros Vater aufgebaut wurde. Als dieser im Jahre 1994 starb, vermachte er sein Erbe jedoch nicht Álvaro, sondern seiner zweiten Frau. Erst nach einem langen Rechtsstreit, der nach Forbes Magazine 20 Millionen Dollar Anwaltskosten verschlang, konnte Álvaro die Kontrolle über den Grupo Noboa gewinnen. Die Gruppe umfasst 110 Unternehmen, darunter Plantagen, Banken und Minen.
Die Arbeitsbedingungen auf den Plantagen der Grupo Noboa wurden in Berichten von Human Rights Watch und der New York Times  scharf kritisiert. Insbesondere wurde den Plantagenbetreibern Kinderarbeit und die Unterdrückung von Gewerkschaftsrechten vorgeworfen.
Im Juni 2007 wurde bekannt, dass die Exportadora Noboa seit 2004 vom Kommissar für Wettbewerb der Europäischen Union wegen möglicher Preisabsprachen mit anderen Großlieferanten von Bananen, darunter Dole, Chiquita und Del Monte, untersucht wurde. Inzwischen erhärtete sich der Verdacht, so dass in Kürze ein Wettbewerbsverfahren eingeleitet wird. Der Vorsitzende der ecuadorianischen Bananen-Exporteursvereinigung hingegen vermutete einen Schachzug der Europäischen Union, um Ecuador zum Rückzug aus einem Streitbeilegungsverfahren vor der Welthandelsorganisation wegen der EU-Außenzölle für Bananen zu bringen.

### Politiker
Noboa trat erstmals politisch in Erscheinung, als Präsident Abdalá Bucaram ihn im August 1996 zum Vorsitzenden der Junta Monetaria machte, die unter anderem die Währungsreserven des Landes und die Zentralbank beaufsichtigte. Das Amt verlor Noboa jedoch bereits im Februar 1997 nach Bucarams Sturz. 
Bei der Wahl 1998 kandidierte Noboa als Präsidentschaftskandidat der von Bucaram gegründeten und geführten Partei Partido Roldosista Ecuatoriano. Er unterlag in der Stichwahl knapp dem christdemokratischen Kandidaten Jamil Mahuad (Democracia Popular). Nach der Wahlniederlage kam es zwischen Noboa und Bucaram zu Auseinandersetzungen über deren Gründe, so dass beide anschließend getrennte Wege gingen. Noboa erhält zudem angesichts des knappen Rückstandes von 2,3 Prozent bis heute die Vorwürfe aufrecht, Mahuad habe die Wahl durch Wahlbetrug gewonnen.
Zur Wahl 2002 gründete Noboa eine eigene Partei, den Partido Renovador Institucional Acción Nacional (PRIAN), dessen Vorsitzender er wurde und für den er als Präsidentschaftskandidat antrat. Er unterlag erneut in der Stichwahl, diesmal Lucio Gutiérrez, der im Januar 2001 einen Putsch angeführt hatte, der zum Sturz Mahuads führte.
Bei der Wahl 2006 trat Noboa erneut als Präsidentschaftskandidat seiner Partei an und belegte, nachdem zuvor bereits über den Rückzug seiner Kandidatur spekuliert worden war, im ersten Wahlgang überraschend mit 26,8 Prozent der Stimmen den ersten Platz. In der Stichwahl unterlag er jedoch dem linksgerichteten Kontrahenten Rafael Correa (Movimiento PAÍS). Im Wahlkampf präsentierte sich Noboa als von Gott gesandter Retter Ecuadors; er trat mit der Bibel und großen Kreuzen auf. Er versprach umfangreiche, als wenig realistisch eingestufte staatliche Wohnungsbauprogramme (jährlich 300.000 Wohnungen). Gleichzeitig setzte er aber auf marktliberale Politik und sprach sich unter anderem für die Streichung staatlicher Energiesubventionen aus.
Bei den gleichzeitig zum ersten Wahlgang der Präsidentschaftswahlen stattfindenden Parlamentswahlen wurde Noboas Ehefrau Annabella Azín als Spitzenkandidatin des PRIAN in der Provinz Guayas mit den landesweit meisten Individualstimmen in das Parlament gewählt, in dem Noboas Partei zu Beginn der Legislaturperiode 2007–2011 die stärkste Fraktion bildete.
Für die Verfassunggebende Versammlung 2007 wurde Noboa als Spitzenkandidat der nationalen Liste seiner Partei gewählt. Seinen Sitz verlor er aber bald, da er die Frist zur Offenlegung seines Vermögens hat verstreichen lassen. Seine Frau gehörte der Verfassunggebenden Versammlung bis zu deren Auflösung weiterhin an.
Zur folgenden Wahl 2009 trat Noboa erneut an, belegte aber mit 11,4 % nur den dritten Platz hinter dem im ersten Wahlgang wiedergewählten Correa (PAÍS) und dessen Vorgänger Gutiérrez (PSP). Bei der Wahl 2013 erreichte er mit 3,72 % nur den fünften Platz.